# 马里亚诺·拉霍伊
马里亚诺·拉霍伊·布雷（西班牙語：Mariano Rajoy Brey，西班牙語發音：[maˈɾjano raˈxoi̯]；1955年3月27日—），西班牙政治家，2011年11月20日领导人民党赢得大选，成為西班牙首相並任職至2018年。此前他在何塞·玛丽亚·阿斯纳尔政府任期内担任过公共管理大臣、教育与文化大臣、第一副首相和内政大臣等职。上任后繼續執行緊缩经濟政策，加上政府出现贪腐醜聞，導致支持度下降。2018年6月1日，西班牙國會以180票贊成，169票反對，1票棄權，通過對拉霍伊的不信任動議。拉霍伊成為首位被國會罷免的首相。

## 早年
1955年3月27日出生在西班牙拉科鲁尼亚省圣地亚哥-德孔波斯特拉。拉霍伊家族在当地非常显赫，他的祖父恩里克·拉霍伊是著名法学家，参与起草《加利西亚地区自治法》；他的父亲老马里亚诺·拉霍伊则是一位非常有名的法官。受到长辈影响的拉霍伊也选择了学习法律，毕业于圣地亚哥-德孔波斯特拉大学，获得了法学硕士学位。他23岁时通过竞争考试进入政府部门做财产登记工作。

## 政治生涯
1981年，作为右翼人民联盟成员，他进入加利西亚区议会。1986年，首次當選为众议院议员。
1996年，人民党领袖阿斯纳尔当选首相后，他先后被任命为公共管理大臣、教育与文化大臣。在2000年国会大选中，由于他竞选活动的成功而被任为副首相，2001年2月起任内政大臣。
由于人民党政府在2003年追随美国出兵伊拉克，以及应对311马德里地铁爆炸案不力，导致选民纷纷倒戈支持工人社会党，社会党主席罗德里格斯·萨帕特罗在2004年3月大选中获胜，人民党成为在野党，結束八年執政。
2004年10月，他当选人民党主席。2008年3月的大选中人民党再次败给工人社会党，因此直到2011年11月大选获胜，他一直任反对党领袖。
受到不断恶化的经济形势的影响，加上推行不受欢迎的緊缩经濟措施，西班牙首相萨帕特罗被迫宣布下台，在2011年11月20日提前四个月举行大选。

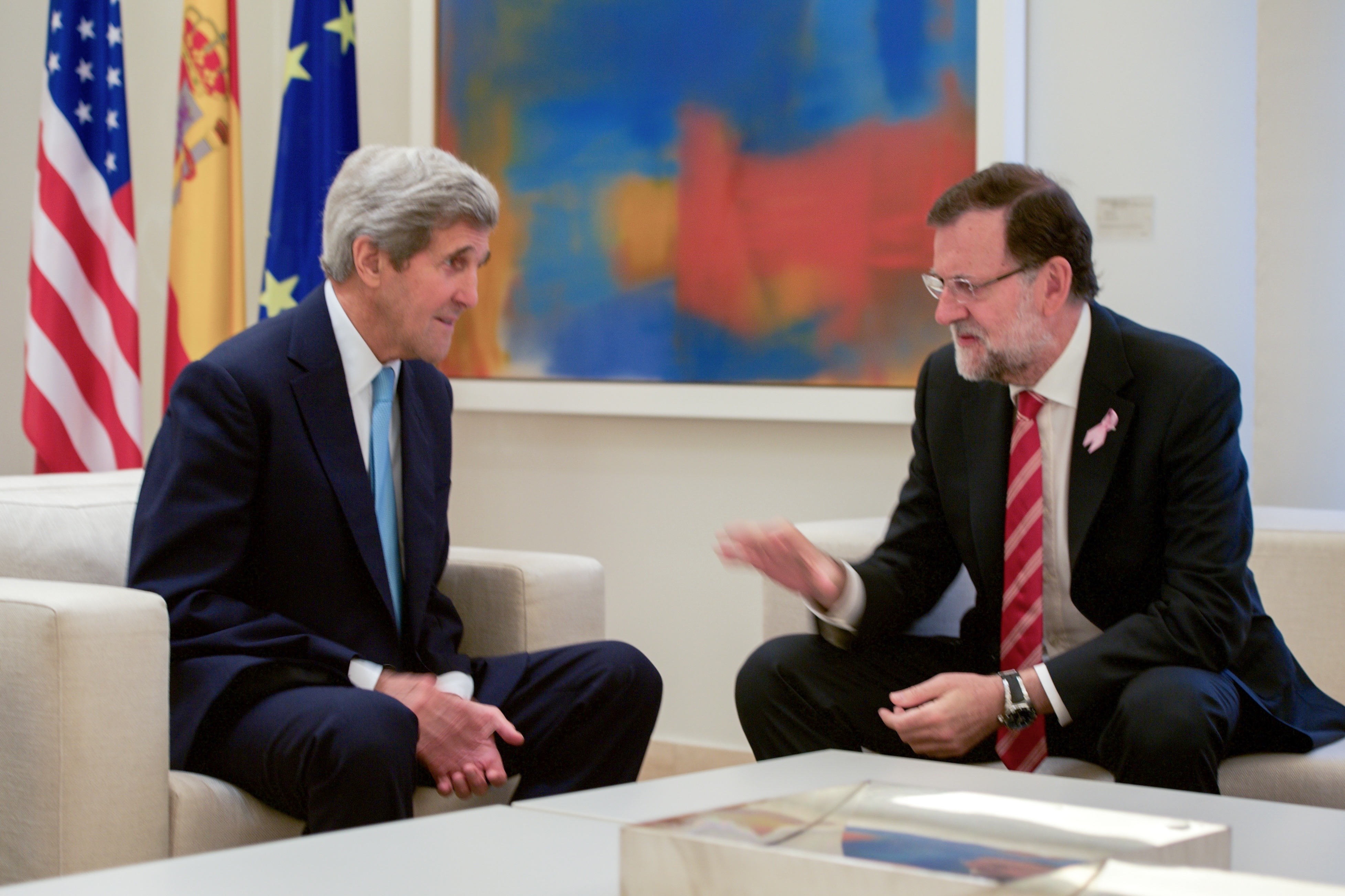
2015年10月19日拉霍伊在马德里与美国国务卿约翰·福布斯·克里会面

拉霍伊代表人民党第二次参选，有议员笑称他‘不擅长短跑，但是精于长途奔袭’。21日宣布的选票统计结果显示，拉霍伊领导的反对党人民党的支持率为44.62%，占据了议会186个席位，取得過半數議席，可以單獨執政；工人社会党得票只有28.73％，僅得110个议会席位，是西班牙恢復民主制以來最差的成績。人民党以压倒性优势赢得选举，马里亚诺·拉霍伊成为新任西班牙政府首相。
拉霍伊早年曾遭交通意外而面部受傷，因此口齿略有不清，並自此開始蓄鬍而掩遮面上傷疤。和其他叱咤欧洲政坛，个性鲜明、口若悬河的领导人相比，这位留着花白胡子的政治家显得温和内敛。
拉霍伊在任內面對2017–18年西班牙憲政危機和加泰羅尼亞單方面宣布獨立的可能性之中宣布對加泰羅尼亞實施中央接管。
2018年5月24日，西班牙法院就人民党腐败案进行宣判，29名前人民党官员、商人因诈骗、逃税、洗钱等罪名被判入刑，判决监禁年数总计达到351年，罚款金额高达24.5万欧元，而人民黨財務總管巴塞納斯則獲刑33年，外加4,400萬歐元的罰金，随后西班牙众议院议长安娜·帕斯托尔·胡利安与西班牙社会工人党领导人佩德罗·桑切斯达成一致，议会于5月31日针对首相的不信任动议开始辩论。

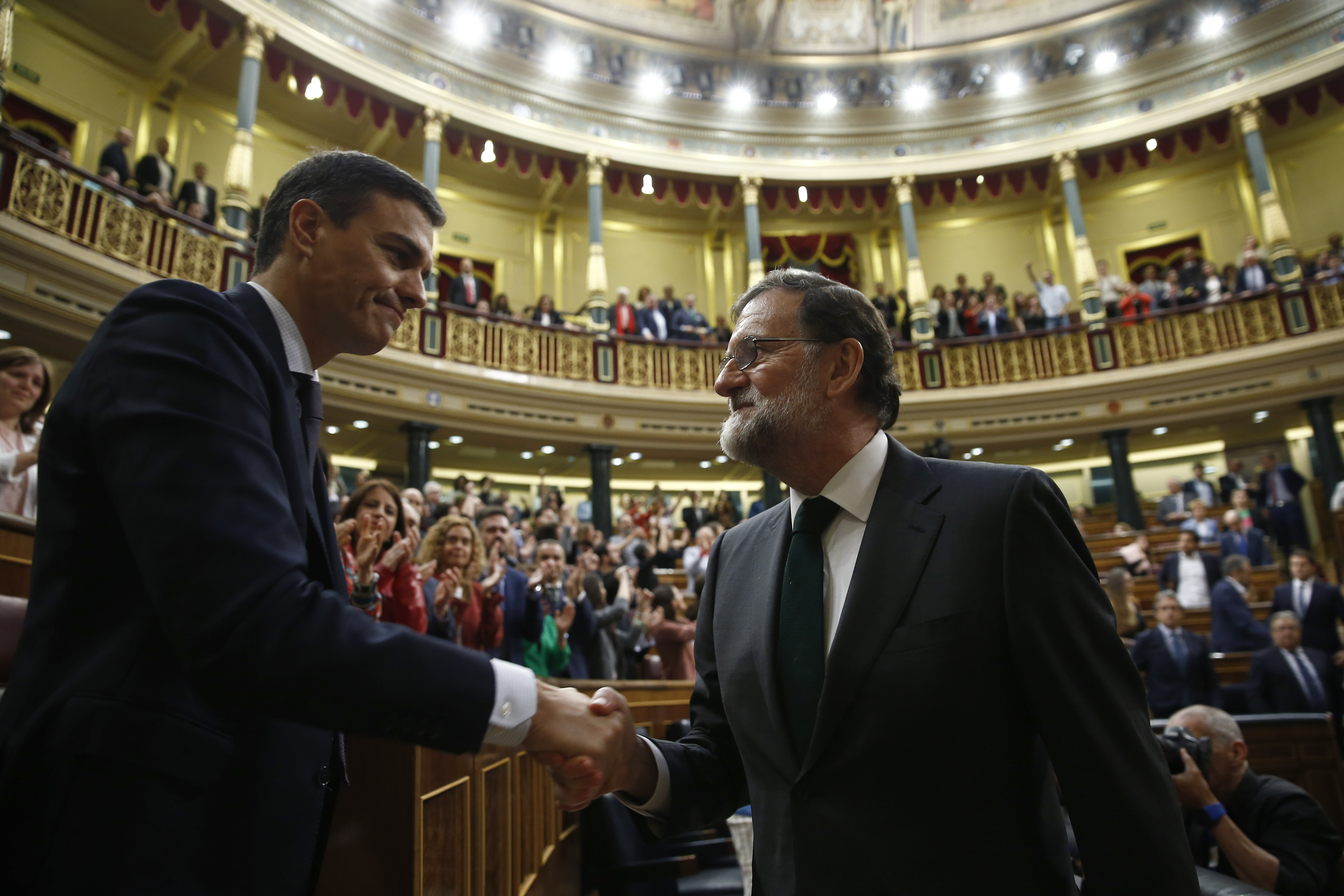
拉荷義恭賀桑切斯對其不信任動議獲通過

2018年6月1日，西班牙议会投票罢免首相拉霍伊的职务，國王隨即任命反对党西班牙社会工人党领导人佩德罗·桑切斯担任新首相。半個月後，他辭去議員職務。

## 争议
2013年2月，西班牙《国家报》曝出人民党前财务主管巴尔塞纳在瑞士的银行账户曾经有2200万欧元的不明款项，而巴尔塞纳的秘密文件显示人民党内部有一个接收献金的秘密账户，多名政治领袖牵扯其中，这其中就包括西班牙首相拉霍伊。资料显示，从1997年开始，除了常规收入以外，拉霍伊每年都会额外收到2万多欧元的汇款。多名政客的贿赂丑闻让饱受财政紧缩政策之苦的西班牙民众非常愤怒。在这一丑闻曝光后，《国家报》公布的调查结果显示，96％的该国民众认为西班牙政治腐败状况相当严重。在拉霍伊长达七千多字的陈述之后，西班牙反对党西班牙社会工人党领袖鲁瓦尔卡瓦在议会上发表讲话，公开要求拉霍伊辞去西班牙首相一职。他认为如果拉霍伊继续担任西班牙首相，会违背该国的民主法制。而民众在推特、论坛等场所发表的评论也显示他们对于一个深陷贪污丑闻的政府没有信任感，更多的西班牙民众认为涉嫌贿赂丑闻的政客应自动辞职并交还收受的政治献金。
2013年7月24日，圣地亚哥发生严重火车出轨事故，拉霍伊随后发表致哀声明，但声明最后竟错误地写着“向中国甘肃地震致哀”。

## 荣誉
- 二级塞尔维亚共和国勋章[12]
- 大十字级秘鲁太阳勋章

## 个人生活
1996年他与加利西亚人Elvira Fernandez Balboa结婚，两人育有2名子女Mariano和Juan。在2005年12月1日的一次直升机事故中，他的一根手指受伤。